# Seleção Zambiana de Futsal Masculino
A Seleção Zambiana de Futsal representa a Zâmbia em competições internacionais de futsal.

## Melhores Classificações
- Copa do Mundo de Futsal da FIFA - Nunca participou da competição.
- Campeonato Africano de Futsal - 4º lugar em 2016